# Phrissomorimus brunneus
Phrissomorimus brunneus là một loài bọ cánh cứng trong họ Cerambycidae.